# 김한종
김한종(金漢宗, 1954년 3월 29일 ~ )은 대한민국의 정치인이다. 제7·9·11대 전라남도의원을 지냈으며 제40대 전라남도 장성군수이다.

## 학력
- 월평국민학교 (졸업)
- 장성중학교 (졸업)
- 광주기계공업고등학교 (졸업)
- 조선대학교 공과대학 (생체의용화학공학과 / 제적)

## 경력
- 2002년 7월 1일 ~ 2006년 6월 30일: 제7대 전라남도의회 의원
- 2010년 7월 1일 ~ 2011년 4월 28일: 제9대 전라남도의회 의원
- 2018년 7월 1일 ~ 2022년 4월 29일: 제11대 전라남도의회 의원
  - 2018.07 ~ 2020.06 : 제11대 전라남도의회 전반기 부의장
  - 2018.07 ~ 2020.06 : 제11대 전라남도의회 보건복지환경위원회 위원
  - 2020.07 ~ 2022.04: 제11대 전라남도의회 후반기 의장
- 2020.08 ~ : 더불어민주당 전라남도당 수석부위원장
- 2020.09 ~ : 제17대 전국시도의회의장협의회 전반기 회장

## 범죄전력
- 특정범죄가중처벌등에관한법률위반(산림), 폐기물관리법위반: 징역 2년 6월, 집행유예 3년 - 1998년 2월 24일 선고[1]

### 5회 지방선거 관련 허위사실공표
제5회 지방선거 전남 장성군수 지원유세 과정에서 "공무원이 경로당 운영비를 유용하고 지하도 사업에 군비를 낭비했다"는 등 전임 군수 재임 시절 군정을 비판하는 내용의 허위사실을 유포하였다.
2010년 12월 22일 광주지법은 김한종에게 공직선거법위반 혐의로 벌금 300만 원을 선고하였다.
2011년 2월 24일 광주고법에서 열린 2심에서 원심이 유지되었다. 2011년 4월 28일 대법원에서 원심이 확정되어 도의원 당선이 무효되었다.

## 역대 선거 결과
|  | 48.43% |

|  | 75.18% |

|  | 35.9% |

|  | 60.25% |

|  | 68.88% |

|  | 54.03% |